# Taxeotis adelpha
Taxeotis adelpha là một loài bướm đêm trong họ Geometridae.